# Jacques de Saint-Georges
Jacques de Saint-Georges, né vers 1230 et mort le 20 mai 1309, est un architecte d'origine savoyarde. Au cours du XIIIe siècle, il se spécialise dans la construction de châteaux forts, principalement au service du comte de Savoie et de son allié le roi d'Angleterre. L'historien anglais Marc Morris le considère comme « l'un des plus grands architectes du Moyen Âge européen ».
Il existe peu de preuves documentaires attestant de la jeunesse et de l'origine de Jacques. Cependant, nous disposons de preuves circonstancielles très solides que son lieu de naissance est Saint-Prex vers 1230. Nous savons avec certitude que son père était aussi un maçon architecte nommé Jean. Cette forte preuve liée à son père, notamment son année de décès et son style architectural, a permis de conclure que Jean était John Cotereel, le constructeur de Saint-Prex et de la cathédrale de Lausanne.
Il a été architecte et responsable de la construction des châteaux d'Édouard Ier au pays de Galles, édifices qui figurent sur la liste des sites reconnus par l'UNESCO, parmi lesquels Conwy, Harlech, Caernarfon ou Beaumaris.

## Biographie

### Famille, jeunesse et formation
Ni le lieu de naissance de Maître Jacques vers 1230, ni la date de son mariage avec une nommée Ambrosia ne sont connus. La présence de Maître Jacques est attestée pour la première fois en 1260 ou 1261 au château d'Yverdon-les-Bains où son père, Maître Jean, était maître maçon et travaillait pour Pierre II de Savoie, selon l'historien A. J. Taylor (en). Le patronyme « de Saint-Georges-d'Espéranche » provient du fait qu'il a construit le château-palais de Philippe Ier de Savoie, successeur de Pierre II, dans cette commune d'Isère.

### Début des ouvrages en Grande-Bretagne

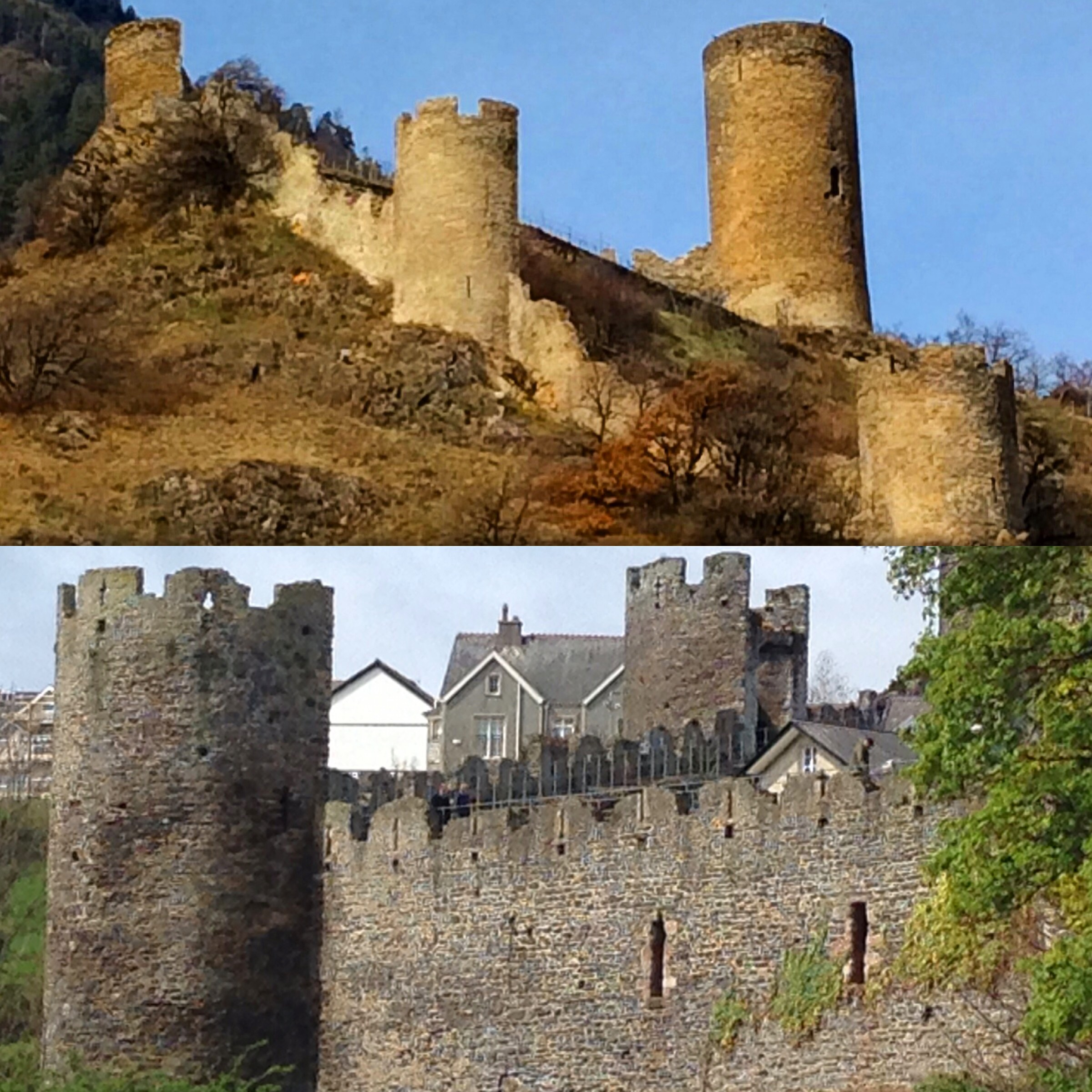
Les murailles de Saillon, comparées à celles de Conwy.

Le 25 juin 1273, alors qu'il rentre de croisade, le roi Édouard Ier d'Angleterre rencontre probablement Maître Jacques à Saint-Georges d'Espéranche. En effet, le souverain s'y est rendu dans le but de recevoir l'hommage de son neveu Philippe Ier, conformément à un traité conclu précédemment et portant sur les droits de passage à travers les Alpes. C'est l'historien A. J. Taylor qui, le premier, a découvert les origines savoyardes de Maître Jacques et ses liens avec Édouard Ier. Taylor a comparé les toilettes du château de la Bâtiaz à Martigny, les fenêtres du château de Chillon à Veytaux, ainsi que les murs du village de Saillon, par exemple, aux mêmes éléments architecturaux des édifices gallois.

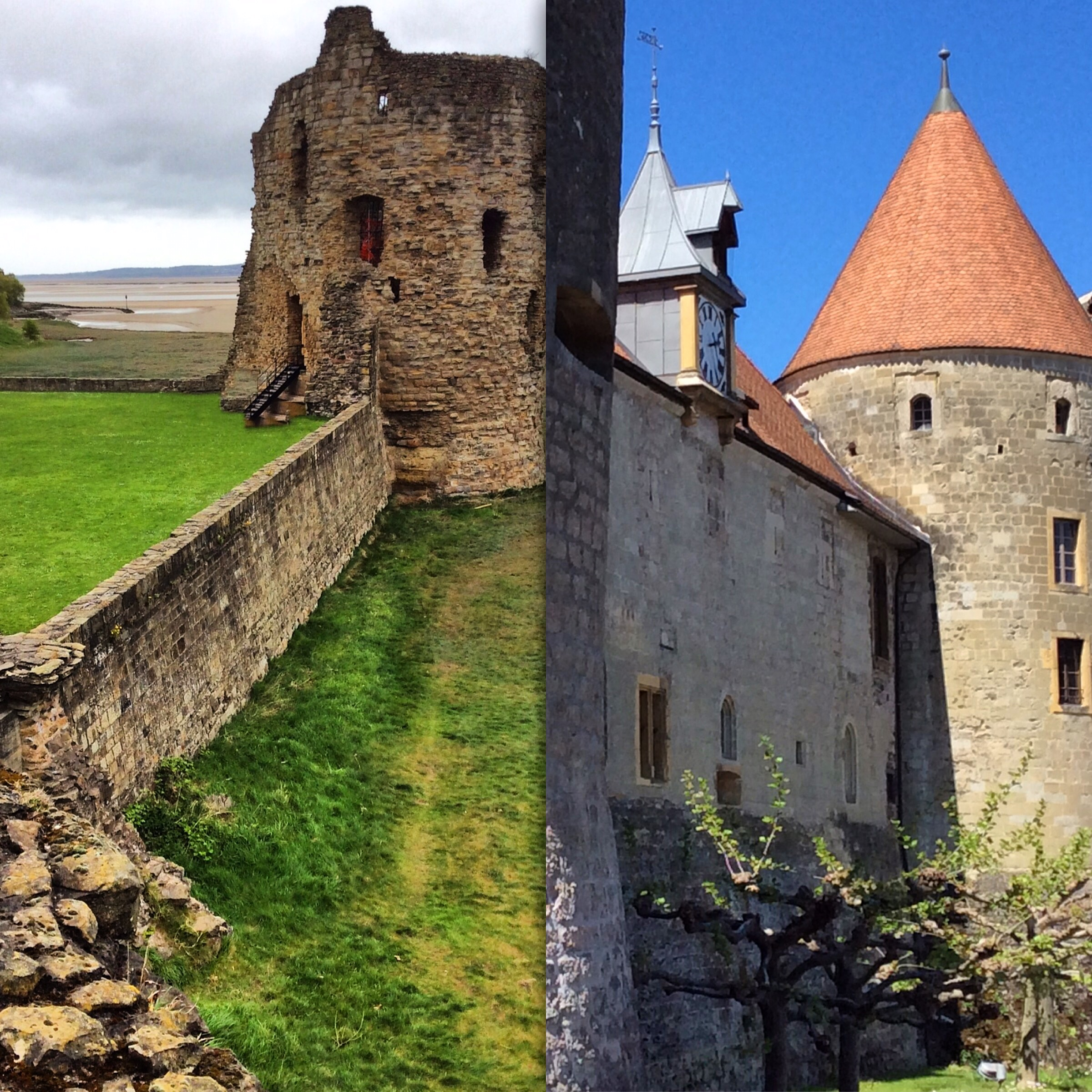
Le château de Flint, comparé à celui d'Yverdon.

Les premières mentions de Maître Jacques dans les actes anglais datent d'avril 1278. On y lit : « ad ordinandum opera castorum ibidem », c'est-à-dire que le maçon - au sens médiéval du terme - sera, selon Taylor, chargé de la conception, de la direction technique et de la gestion de la construction des châteaux. De plus, il y est évoqué comme voyageant au pays de Galles « visitandum castra de Flint et Rhuddlan ». Il est maître maçon à Flint et à Rhuddlan entre 1278 et 1282. Le château de Flint est en tout point semblable à celui que maître Jacques avait construit auparavant à Yverdon-les-Bains. Vers 1285, il est nommé « magister operacionum in Wallia », c'est-à-dire maître d'œuvre royal au pays de Galles, avec un salaire de 3 shillings par jour.

### Fin de vie
Le 3 juillet 1290, Maître Jacques est nommé constable du château de Harlech, succédant à Jean de Bonvillars, mort en août 1287. Il reste en place jusqu'au 14 décembre 1293. Le dernier château gallois construit par le maître est celui de Beaumaris, dont les travaux débutent en 1295. Décrit par l'historien Marc Morris comme « le château le plus parfaitement conçu de Maître Jacques », Beaumaris est pourtant inachevé à la mort du maçon. Jacques de Saint-Georges rejoint ensuite Édouard Ier en Écosse, probablement autour du 28 septembre 1298. En février 1302, il est chargé de superviser les nouvelles défenses du château de Linlithgow. Il travaille également à Stirling durant le siège de 1304. Maître Jacques est mort le 20 mai 1309 à Mostyn, au nord du pays de Galles. Il n'y a aucun document attestant que l'épouse de Maître Jacques, Ambrosia, ait reçu une pension après la disparition de son mari. Il est donc possible qu'elle ne lui ait pas survécu.

## Œuvre

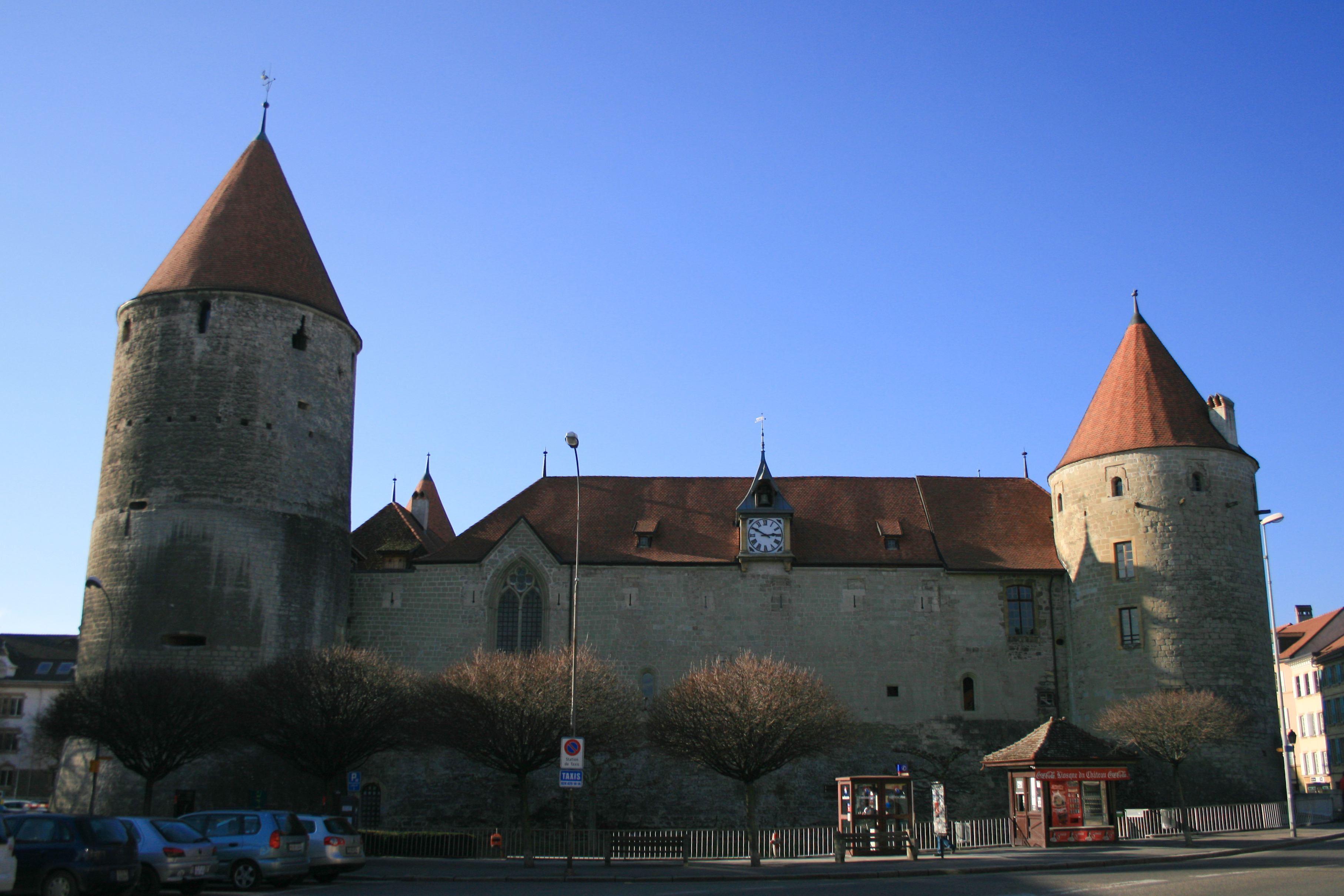
Le château d'Yverdon.
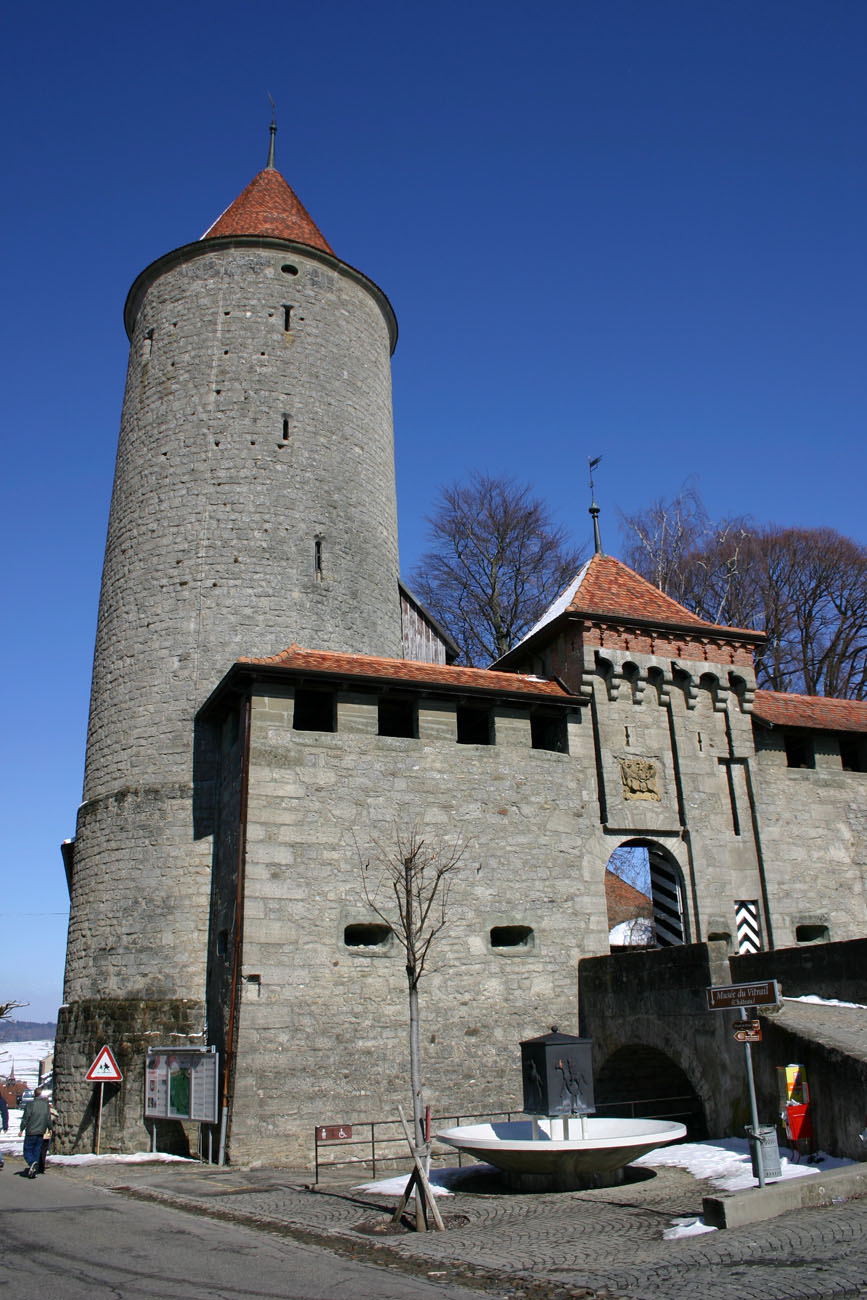
Le château de Romont.
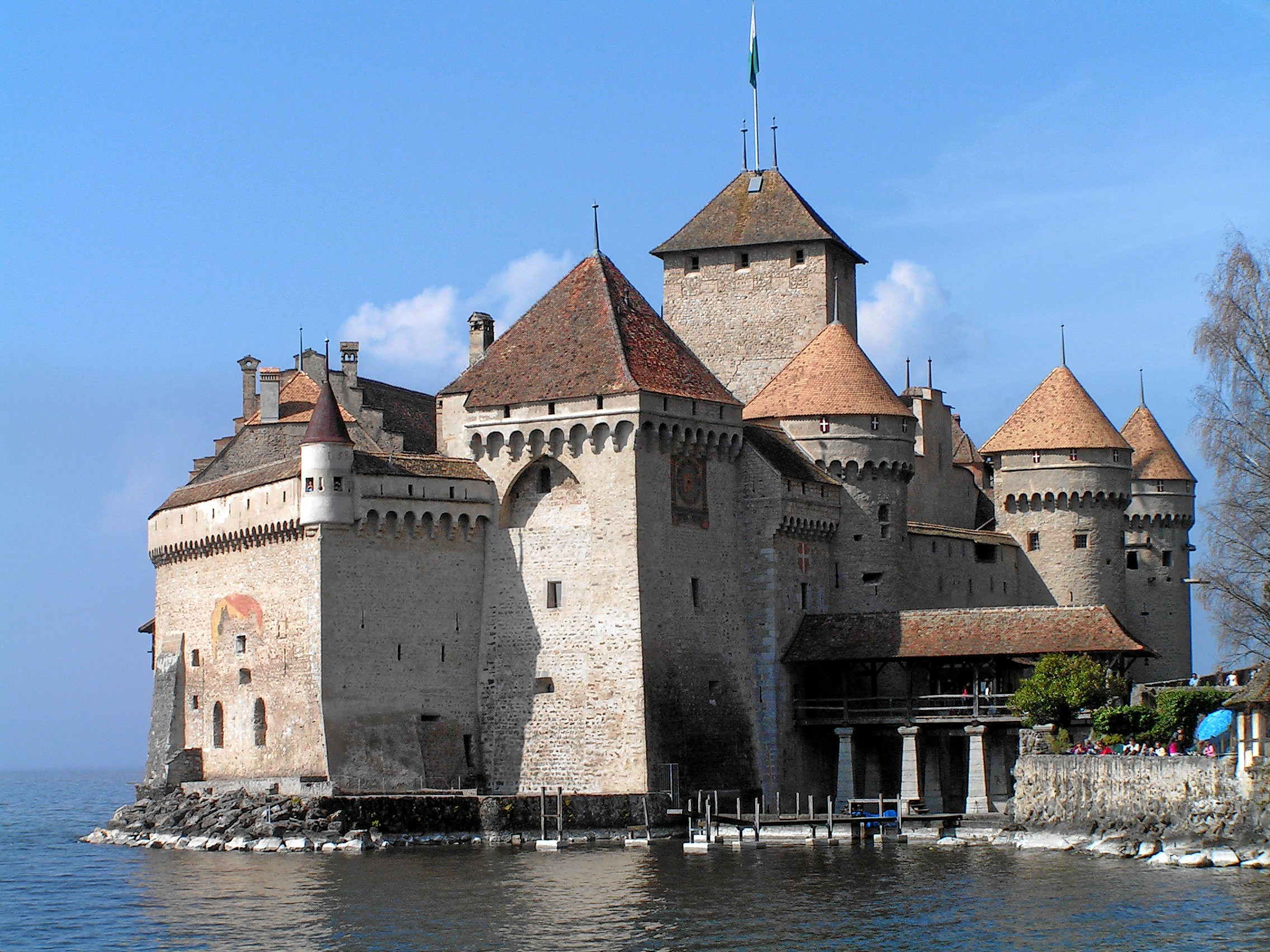
Le château de Chillon.
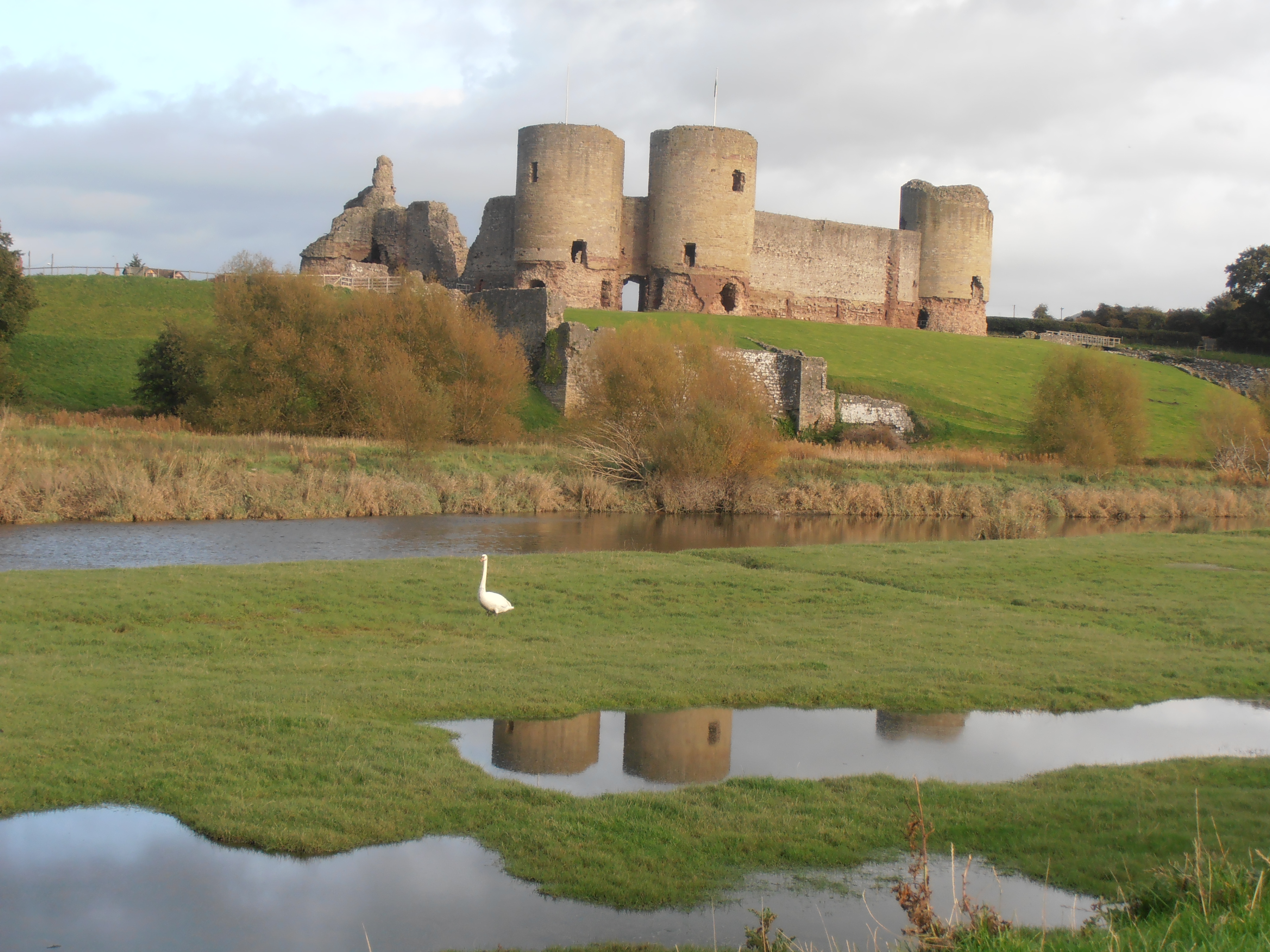
Le château de Rhuddlan.
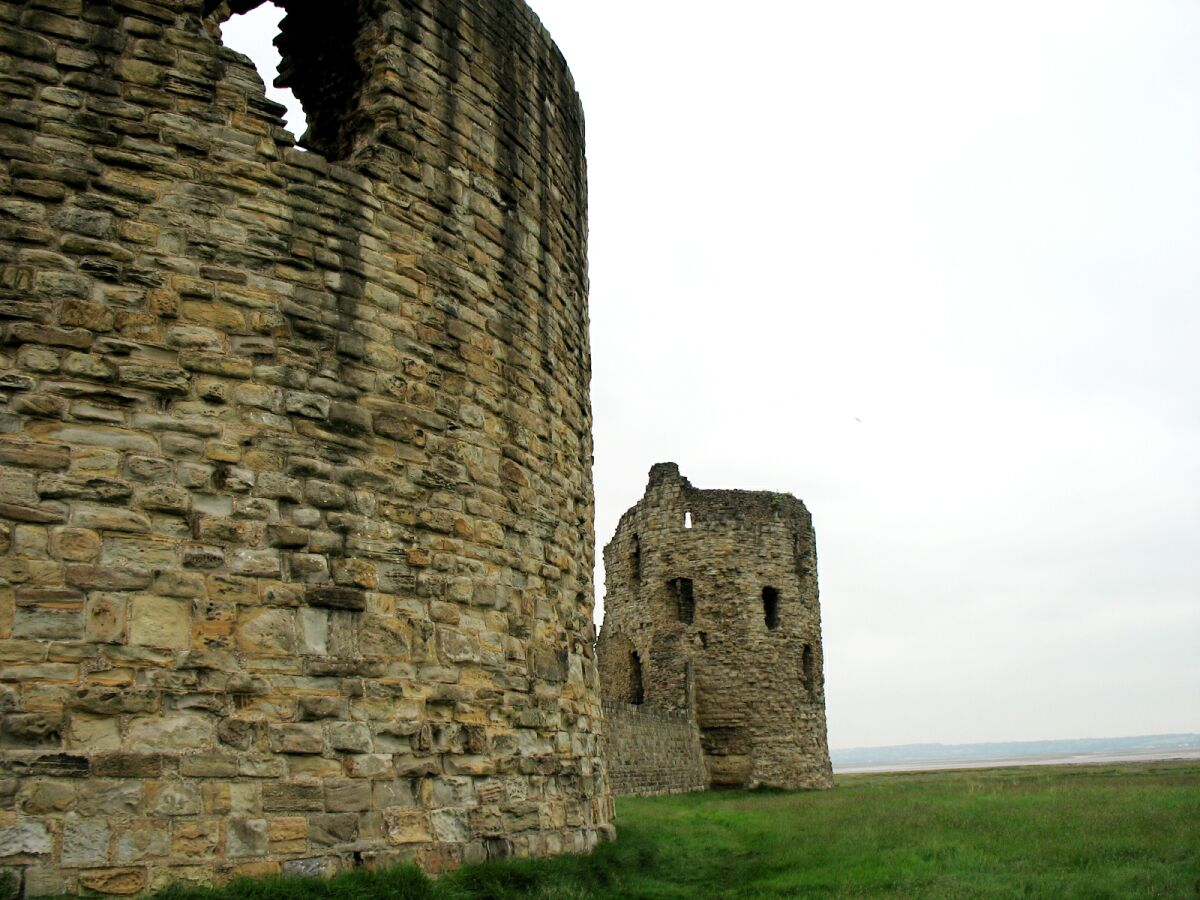
Le château de Flint.
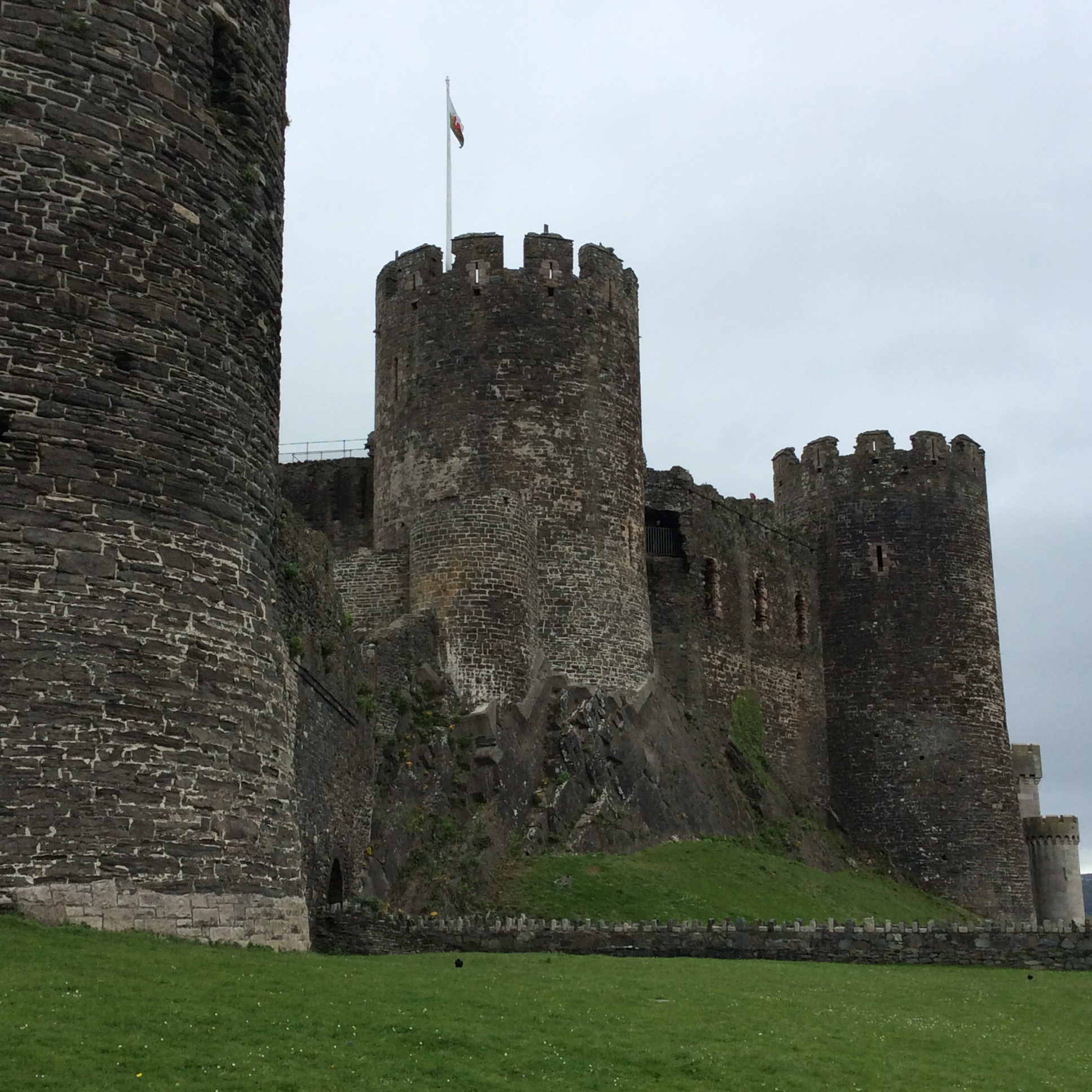
Les murailles du château de Conwy.
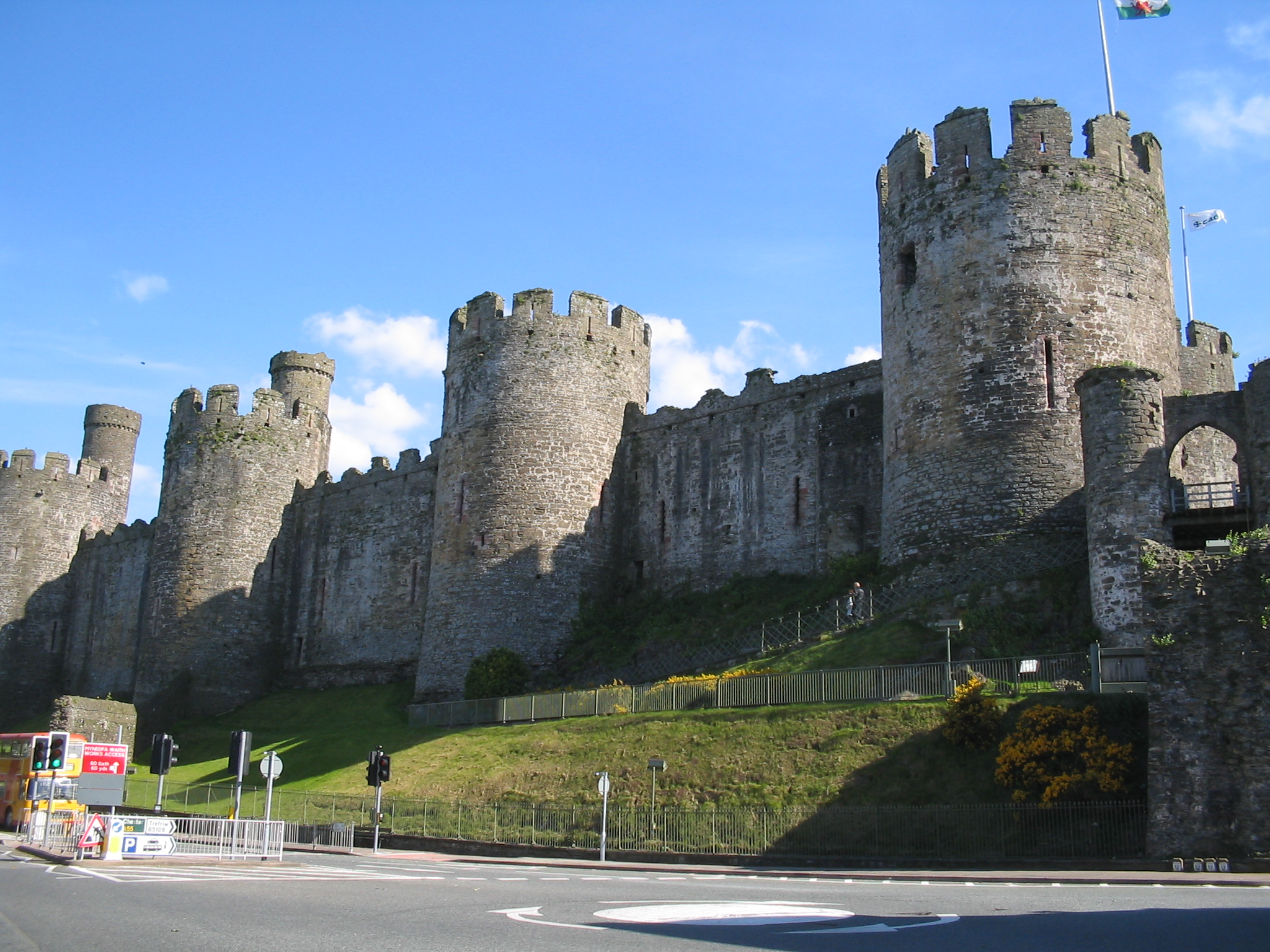
Le château de Conwy.
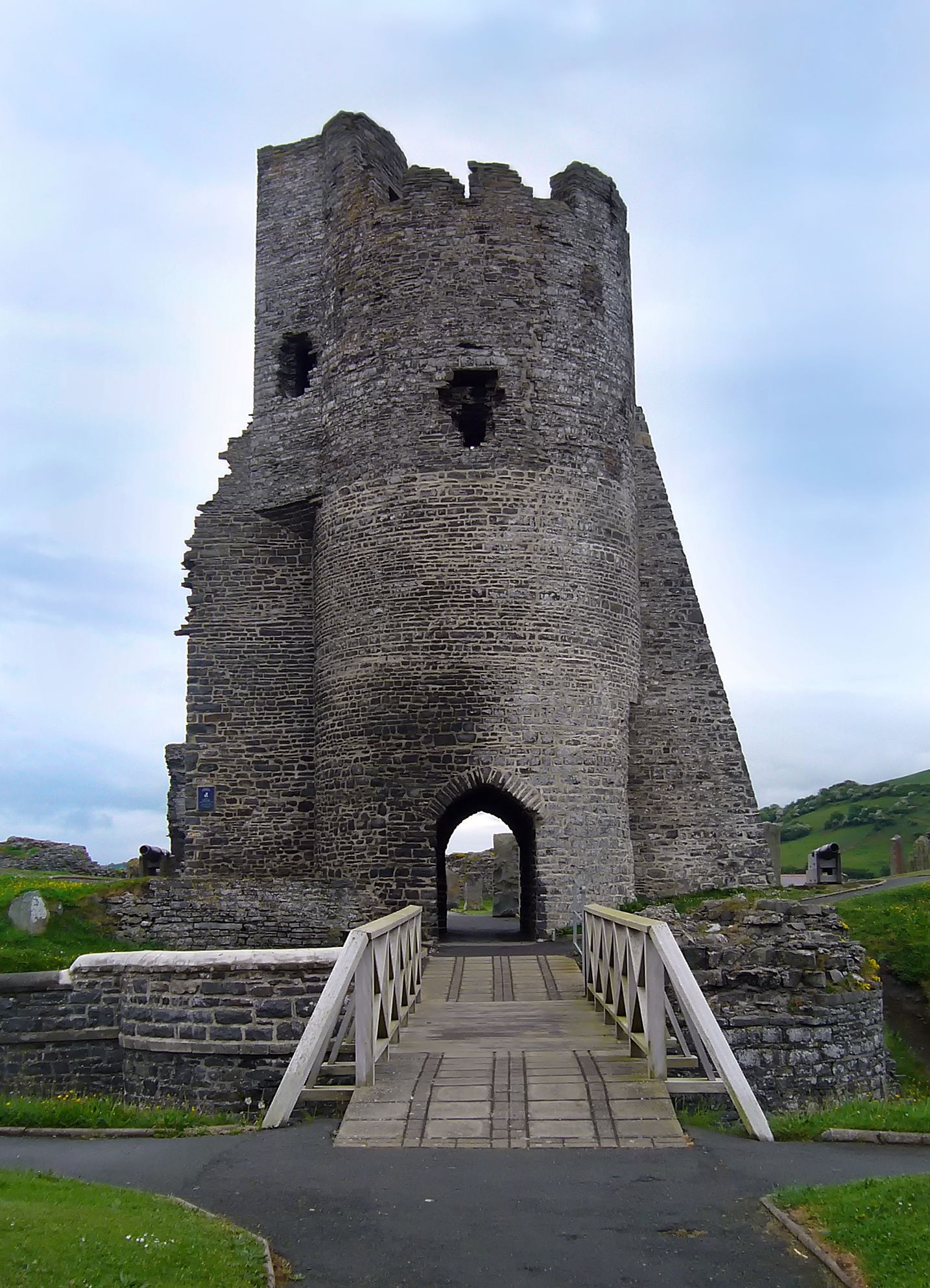
Le château d'Aberystwyth.
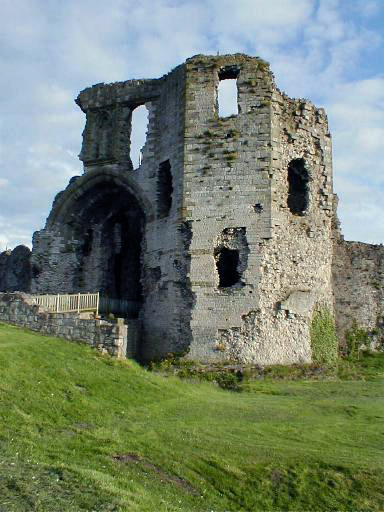
Le château de Denbigh (en).
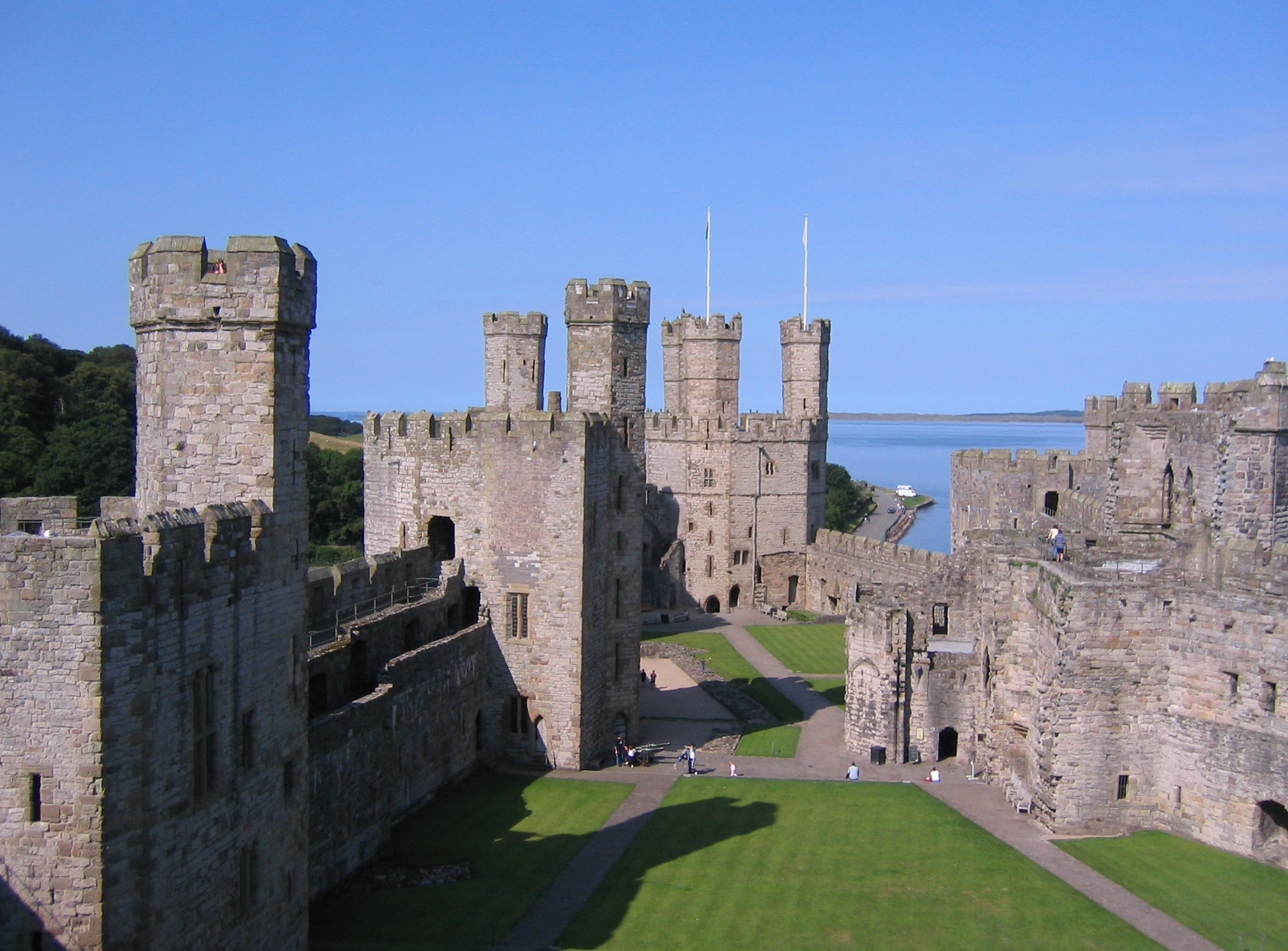
Le château de Caernarfon
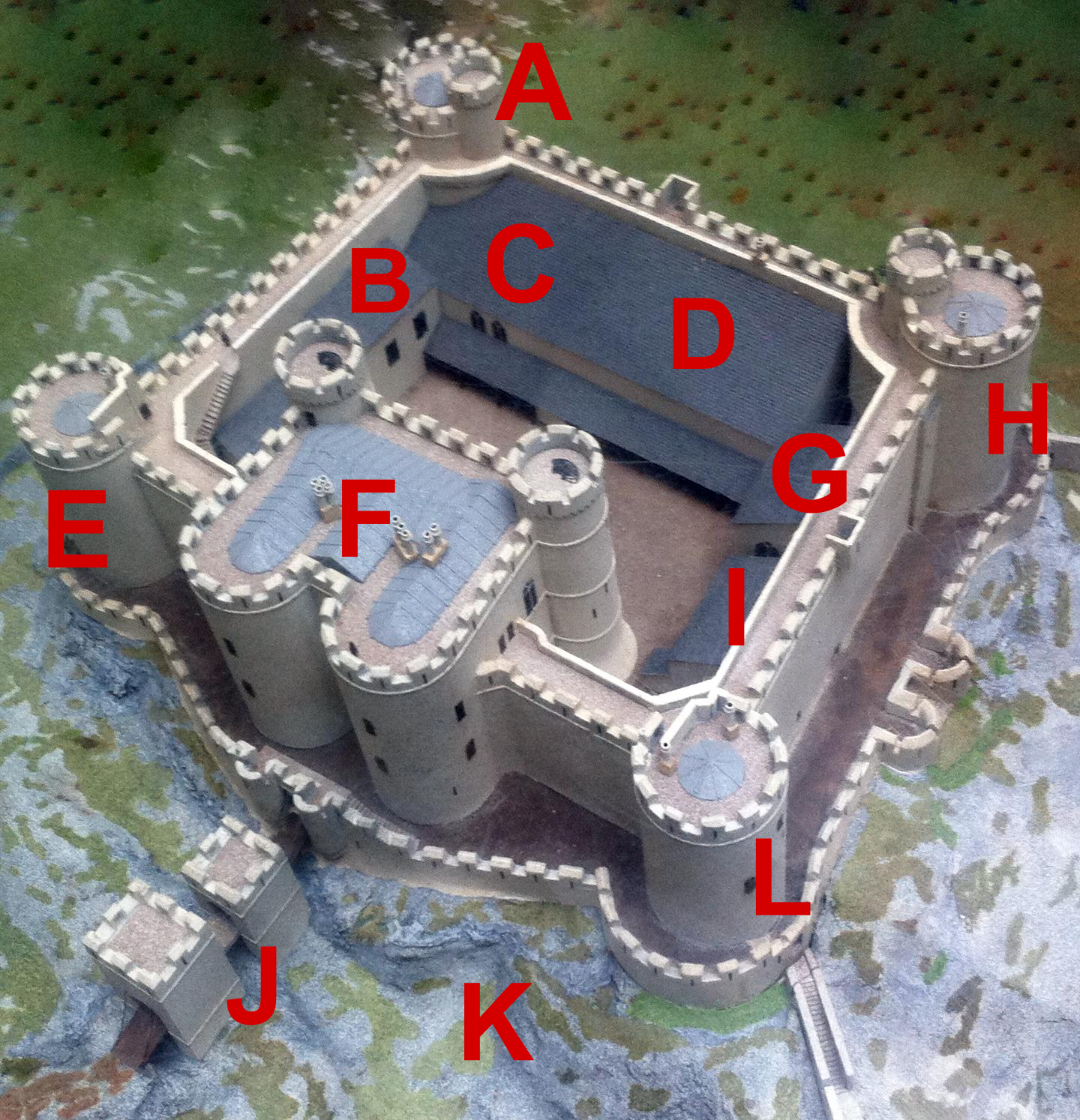
Le château de Harlech.
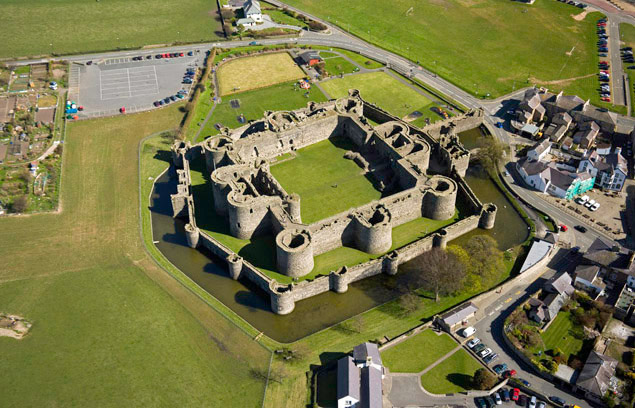
Le château de Beaumaris.

Jacques de Saint-Georges est connu pour les nombreux chantiers qu'il a menés sur les châteaux du comté de Savoie et de ses États vassaux de l'époque :
En Suisse
- Château d'Yverdon (1256-1270)[12] ;
- Château de Romont (1261-1262) ;
- Château de Chillon (1261-1262)[note 1] ;

En Savoie et en Dauphiné
- Château de Montmélian (1271)[4] ;
- Château de la Côte-Saint-André[14] ;
- Château de Septème ;

Au pays de Galles
- Château de Rhuddlan (1278-1281) ;
- Château de Flint (1278-1281) ;
- Château de Builth (en) (1278-1281) ;
- Château d'Aberystwyth (1278-1281) ;
- Château de Ruthin (en) (1282) ;
- Château de Denbigh (en) (1282) ;
- Abbaye d'Aberconwy (1283-1285, incertain) ;
- Château de Caernarfon (1285-1290) ;
- Château de Conwy (1285-1290) ;
- Château de Criccieth (en) (1285-1290) ;
- Château de Harlech (1285-1290)[4] ;
- Château de Beaumaris (1293-1295) : sur ce dernier chantier gallois, on sait que Jacques a sous ses ordres quatre cents maçons, deux mille terrassiers, deux cents portefaix, trente charpentiers, cent charrettes, soixante chariots et trente bateaux[15] ;

En Écosse
- Palais de Linlithgow (à partir de 1295)[15].

Une partie de son œuvre au pays de Galles est inscrite au patrimoine mondial au titre des châteaux forts et enceintes du roi Édouard Ier dans l'ancienne principauté de Gwynedd. La plus connue des innovations techniques apportées par Jacques est la généralisation de la tour-maîtresse circulaire, n'offrant aux assaillants aucun angle mort pour l'attaque.